# Дивоптах
Дивоптах (Paradisaea) — рід горобцеподібних птахів родини дивоптахових (Paradisaeidae). Містить 6 видів.

## Поширення
Рід поширений в Новій Гвінеї та на деяких дрібних сусідніх островах (Вайгео, Місоол, Д'Антркасто, Ару). Мешкають у гірських дощових та хмарних лісах.

## Види
- Дивоптах малий (Paradisaea minor)
- Дивоптах великий (Paradisaea apoda)
- Дивоптах рудохвостий (Paradisaea raggiana)
- Дивоптах золотоспинний (Paradisaea decora)
- Дивоптах червонохвостий (Paradisaea rubra)
- Дивоптах імператорський (Paradisaea guilielmi)